# Czechoslovak Group
Czechoslovak Group a. s. (ЦСГ) је глобална индустријско-технолошка групација. Седиште је у Прагу у Чешкој, а кључне компаније у Чешкој, Словачкој, Италији, САД, Великој Британији, Шпанији, Индији и Србији.
Главни стубови пословања ЦСГ-а су одбрамбена и безбедносна индустрија, аутомобилска, ваздухопловна и железничка индустрија. Портфолио производа је веома широк, од тешких теренских аутомобила преко специјалне технике за војнике и спасиоце, војне технике, муниције, радара, система контроле ваздушног саобраћаја до железничких кочница или луксузних ручних сатова.
ЦСГ има више од 100 ћерки фирми и запошљава више од 10 хиљада људи.
Промет групације за 2023. годину достигао је 1,73 милијарде евра, што представља раст од 71 % у односу на претходну годину. Показатељ ЕБИТДА достигао је 439 милиона евра и више је него удвостручен у односу на претходну годину. Чиста добит ЦСГ-а у 2023. години чинила је 210 милиона евра. Више од половине производње ЦСГ-а (51 %) било је намењено европским земљама (осим Украјине). Две трећине промета ЦСГ-а остварено је у државама чланицама НАТО-а, трећина у остатку света.

## Историја
Czechoslovak Group се постепено развила из компаније EXCALIBUR ARMY која је основана 1995. године. У 2014. години успостављена је холдинг структура која је у почетку носила назив EXCALIBUR GROUP. 2016. године групација је променила име у CZECHOSLOVAK GROUP, и од тада се значајно шири. Године 2018. власник групе је постао Михал Стрнад, син оснивача групације.
Групација ЦСГ обухвата компаније са вишевековном традицијом. Најпознатији бренд групације у земљи њеног седишта је Татра, произвођач тешких шасија на точковима, који производи превозна средства још од 1850. године и трећа је најстарија и до данас активна фабрика аутомобила у свету. Међу традиционалне компаније ЦСГ-а убраја се и светски познати произвођач малокалибарске муниције, фабрика Fiocchi, коју је основао Giulio Fiocchi 1876. године. Групацији такође припада и фабрика за производњу муниције Fábrica de Municiones de Granada (FMG) из Шпаније чија историја је почела да се пише већ крајем 14. века.

## Иновације
У оквиру групације одвија се истраживање и развој на многим иновацијама. На пример, групација развија тешка теретна возила Татра са еколошким водоничним погоном или аутономним управљањем.
Учествује такође у развоју и производњи прототипа уређаја за добијање воде за пиће из ваздуха у пустињским областима. Развија и системе контроле ваздушног саобраћаја који садрже елементе вештачке интелигенције и машинског учења и ради на систему контроле ваздушног саобраћаја роботских дронова.
Елитне јединице полиције, укључујући безбедносне јединице САД, и армије снабдева радаром који приказује жива бића иза чврстих препрека и тако им помаже да безбедно врше своје мисије. Развија и друге радаре нове генерације. Групација такође производи самоходне хаубице које располажу са високим степеном аутоматизације и модерном електроником. У оквиру свог одељења за муницију производи еколошку муницију за ловце, која не садржи олово и чији делови се у природи брзо распадају.

## Пословне активности групације
Одељења и компаније групације ЦСГ (стање у децембру 2023):
CSG Defence
- EXCALIBUR ARMY spol. s.r.o.
- Fábrica de Municiones de Granada SL.
- MSM GROUP, s.r.o.
- MSM LAND SYSTEMS s.r.o.
- TATRA DEFENCE SLOVAKIA s.r.o.
- TATRA DEFENCE VEHICLE a.s.
- VOP Nováky, a.s.
- VÝVOJ Martin, a.s.
- ZVS holding, a.s.
- 14. ОКТОБАР д.о.о. Крушевац

CSG Ammo+
- Baschieri & Pellagri S.p.A.
- Fiocchi Munizioni S.p.A.
- Fiocchi of America Inc.
- Lyalvale Express Limited

CSG Mobility
- DAKO-CZ, a.s
- DAKO-CZ INDIA Pvt. Ltd.
- DAKO-CZ MACHINERY, a.s.
- DAKO-CZ SERVICE, s.r.o.
- DAKO-CZ TRANSELCO, s.r.o.
- JWL DAKO-CZ (INDIA) Ltd.
- MEDHA DAKO-CZ Pvt. Ltd.
- TATRA TRUCKS a.s. – компанија је са холдингом повезана посредством већинског власника
- TATRA METALURGIE a.s.

CSG Aerospace
- ATRAK a.s.
- CS SOFT a.s.
- ELDIS Pardubice, s.r.o.
- JOB AIR Technic a.s.
- Pocket Virtuality a. s.
- RETIA, a.s.
- UpVision s.r.o.

CSG Business Projects
- ARMI PERAZZI S.P.A.
- CSG USA Inc.
- ELTON hodinářská, a.s. - сатови PRIM
- EXCALIBUR INTERNATIONAL a.s.
- KARBOX s.r.o.
- PFC Prague Fertility Centre
- TRUCK SERVICE GROUP s.r.o.

## ЕСГ
Циљ ЦСГ-а је даљи развој компанија у холдингу. ЦСГ послује у складу с етичким правилима која су формулисана у етичком кодексу који обавезује све чланове статутарних органа њихових компанија, менаџере и запосленике. Активности у области друштвене одговорности неодвојив су део функционисања ЦСГ-а.
У оквиру одељења Defence и Aerospace ове  активности обухватају, између осталог, прелазак на напредне технологије које смањују утицај производње и коначног производа на животну средину и јачање безбедносних стандарда. Одељење CSG Ammo+ се фокусира на коришћење еколошких прихватљивијих материјала, укључујући потпуно биоразградиве и минимизирање отпада. Одељење CSG Mobility посвећено је развоју нискоемисионих начина превоза заснованих на електромобилности и водоничном погону. Производне фирме у оквиру ЦСГ-а подржавају продужавање животног циклуса својих претходних производа помоћу широког спектра сервисних услуга, укључујући дуготрајну производњу резервних делова. Све компаније Групације су увеле или уводе мере за јачање своје енергетске самоодрживости – инсталацијом сопствених извора соларне фотонапонске енергије, топлотних пумпи и когенеративних система на соларну енергију – све по начелу „не чини значајну штету“ (Do no significant harm).
На нивоу компанија важе од 2023. године за све компаније нова правила за учешће у општекорисним активностима у местима њихових делатности, посебно у виду подршке грађанским и непрофитним иницијативама, културним, друштвеним, образовним или спортским пројектима.